# バーバラ・ジョーダン
バーバラ・シャーリーン・ジョーダン（英語: Barbara Charline Jordan、1936年2月21日 - 1996年1月17日）は、アメリカ合衆国の教育者で政治家。
民主党に所属し、アフリカ系アメリカ人初のテキサス州選出連邦下院議員を務めたのち、リコンストラクションを経て南部諸州出身のアフリカ系女性から上院議員第1号に選ばれた。1973年にリチャード・ニクソン大統領の弾劾の過程（英語）が始まると、下院司法委員会の公聴会で雄弁をふるったジョーダンの冒頭陳述は人々の記憶に残った。1976年の民主党全国大会で女性初、アフリカ系アメリカ人初の基調演説を行い、移民政策改革を論じた委員会をまとめる委員長として功績を残した。
大統領自由勲章ほかの栄誉を受け、アフリカ系アメリカ人の女性で初めてアメリカ連合国時代から続くテキサス州霊園に埋葬されている。

## 経歴

### 幼少期から学生時代
1936年2月21日にテキサス州ヒューストン第5区（英語）に誕生する。子供時代は教会生活が中心であった。ジョーダンの母親アーリン・パットン・ジョーダンは教会の教師、父親ベンジャミン・ジョーダンはバプテスト教会の説教者であった。なお母方の曾祖父エドワード・パットン（英語）は、ジム・クロウ法の下でアフリカ系テキサス州民の公民権が剥奪される前の、テキサス州選出アフリカ系アメリカ人最後の下院議員の1人であった。3人きょうだいの末っ子でロバーソン小学校に通い、1952年にフィリス・ウィートリー高校（英語）を優等で卒業した。
ジョーダンは高校の時にエディス・S・サンプソンのスピーチを耳にして、将来は弁護士になろうと決めたという。人種隔離政策が続きテキサス大学オースティン校に入学できなかったため歴史的黒人大学ひとつテキサスサザン大学（英語）へ進み、政治学と歴史学を専攻する。在学中に学生ディベート大会に出場してイェール大学、ブウラン大学の代表と討論し、ハーバード大学代表とは引き分けた。1956年に同学を優等生（マグナ・クム・ラウデイ（英語））として卒業する。母校では女子学生友愛会の全国組織デルタ・シグマ・セタ（英語）のデルタ・ガンマ支部に誓約を立てた。
大学院はボストン大学ロースクールに進み、1959に卒業（法学学士）、政治学講師としてアラバマ州のやはり歴史的黒人大学のひとつ（Tuskegee Institute）で1年、教えている。その後1960年にテキサスに戻ると法律家として個人事務所を開いた。

## 政治家として
テキサス州下院議員選挙（en:Texas House of Representatives）に1962年と1964年に立候補したジョーダンだが、どちらも落選し、1966年の補欠選挙で目標をテキサス州上院議員に切り替えて当選すると、1883年の同州上院設立以来、初のアフリカ系アメリカ人議員、また同時に同州議会初の黒人女性代議士となった。1968年には任期切れに伴う通常選挙で再選され、1972年まで在職する。州上院の時限付き女性議長（en:pro Tempore ）としては初のアフリカ系アメリカ人議員であり、1972年6月10日には知事代行を務めた。州知事職に就任したアフリカ系アメリカ人女性はジョーダンが初であり、州議会議員の在職中に法案およそ70件を提案もしくは共同提案した。

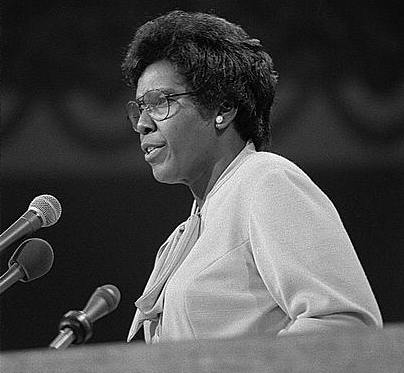
民主党全国大会の冒頭、基調講演を行うバーバラ・ジョーダン（1976年）

1972年の合衆国下院議員選挙が開票されると、ジョーダンはテキサス州女性代議士初の国政下院議員に当選した。リンドン・B・ジョンソン元大統領は広範に支援してジョーダンの下院司法委員の座を確保させた。1974年にジョーダンはテレビ演説を行うと、ジョンソンに代わって大統領に選ばれたリチャード・ニクソンに対する下院司法委員会の弾劾請求を支持し、世論をつかんだ。翌1975年にはアメリカ合衆国下院カール アルバート議長の指名を受け民主党運営政策委員会（英語）委員として努める。
ジミー・カーター候補（ジョージア州）が立候補した1976年大統領選挙ではジョーダンが副大統領に推されるが、実際には同年の民主党全国大会でアフリカ系アメリア人女性第1号として基調演説に立った。また候補者でこそなかったが、同大会で1票（0.03%）がジョーダンに投じられた。
1977年11月の全米女性会議（1977 National Women's Conference）では歴代の大統領夫人ロザリン・カーター、ベティー・フォード、レディ・バード・ジョンソン、あるいは法曹界のベラ・アブザグ、オードリー・コロム（国連女性の地位委員）（英語）、クレア・ランドール（Claire Randall）、ゲリディー・ウィーラー（Gerridee Wheeler）ほか、スタンフォード大学教授セシリア・バーシアガ（英語）、グロリア・スタイネム、レノア・ハーシー『Ladies' レディース・ホーム・ジャーナル』（英語）編集長およびジーン・オリアリー（英語）（レズビアン解放委員会（英語）創設メンバー）と肩を並べて登壇した。
政界を1979年に引退したジョーダンは、テキサス大学オースティン校リンドン・B・ジョンソン公共問題大学院の非常勤教授として倫理学を教える。1992年の民主党全国大会では再び基調講演を行なった。
クリントン大統領がジョーダンに大統領自由勲章を授与した1994年、全米黒人地位向上協会がスピンガーン章を贈呈するなど、あまたの表彰を受ける。テキサス州とアメリカ合衆国の女性の殿堂に選ばれ、名誉学位を授かったアメリカ各地の大学や大学院にはハーバード大学、プリンストン大学を含んだ。

## 主な著作
- Barbara Jordan （共著）Education tomorrow : for whom? : Why? : Addresses given in the plenary sessions at the 1975 national forum, October 26-28, 1975. New York : College Entrance Examination Board（大学入学考査委員会）、1975年頃。LCCN 76-364900.
- Rostow, Elspeth D. 共編 The Great Society : a twenty year critique.  Austin, Tex. : テキサス大学大学院リンドン・B・ジョンソン記念図書館（Lyndon B. Johnson School of Public Affairs, Lyndon Baines Johnson Library）。1986年頃。LCCN 85-82443、ISBN 0899404170 (pbk.)。
- Richards, Ann 序、Parham, Sandra 編 Barbara C. Jordan, Speeches--selected speeches. Washington, DC : Howard University Press, 1999. LCCN 99-11022、ISBN 0882581996 (pbk. : acid-free paper)
- Hearon, Shelby 共編 Barbara Jordan, a self-portrait. Garden City, N.Y. : Doubleday, 1979. LCCN 78-2049、ISBN 0385135998
- Sherman,  Max 編 Barbara Jordan : speaking the truth with eloquent thunder. 1st ed.  + 1 DVD (ドルビーサラウンド、カラー画像 12cm) Austin : University of Texas Press, 2007. LCCN 2006-17267、ISBN 9780292716377, 0292716370